# 18151 Licchelli
18151 Licchelli (designazione provvisoria 2000 OT60) è un asteroide della fascia principale, situata tra le orbite di Marte e Giove del sistema solare. Scoperto il 29 luglio del 2000 nell'ambito della Lowell Observatory Near-Earth-Object Search all'Anderson Mesa Station, (Flagstaff, Arizona), presenta un'orbita caratterizzata da un semiasse maggiore pari a 3,1101095 UA e da un'eccentricità di 0,3172322, inclinata di 2,42699° rispetto all'eclittica e il cui afelio è piuttosto vicino all'orbita di Giove.
Si tratta di un oggetto di circa 8 km di diametro. È stato dedicato a Domenico Licchelli (nato nel 1969) dell'Università di Lecce, per i suoi studi fotometrici su pianeti extrasolari ed asteroidi e per la sua intensa attività di divulgazione dell'Astrofisica.
La citazione fu scritta da Vincenzo Zappalà (riferimento: 20070106/MPCPages.arc)